# Elgin (Texas)
Elgin é uma cidade localizada no estado norte-americano do Texas, no Condado de Bastrop e Condado de Travis.

## Demografia
Segundo o censo norte-americano de 2000, a sua população era de 5700 habitantes.
Em 2006, foi estimada uma população de 9287, um aumento de 3587 (62.9%).

## Geografia
De acordo com o United States Census Bureau tem uma área de 12,2 km², dos quais 12,2 km² cobertos por terra e 0,0 km² cobertos por água.

## Localidades na vizinhança
O diagrama seguinte representa as localidades num raio de 28 km ao redor de Elgin.